# Zelenské lípy
Zelenské lípy je skupina památných stromů jižně od Zelené Lhoty u Nýrska. Dvě lípy velkolisté (Tilia platyphyllos Scop.) rostou v nadmořské výšce 660 m u hlavní silnice ze Zelené Lhoty do Hojsovy Stráže v ochranném pásmu vodního zdroje. Lípy jsou staré 250 až 300 let, vysoké jsou 20 a 26 m, s obvodem kmenů 480 a 635 cm (měřeno 1985). Jedna lípa se větví nízko nad zemí ve dvoukmen, to budí zdání dvou samostatných stromů vysazených v těsné blízkosti, koruna je široká rozložitá, nestabilní, na kmeni tlaková vrása a trhlina. Druhá je už pouhé torzo mohutného kmene, které se tyčí do výšky 4 m, odlomený strom se přirozeně rozpadá na zemi. Stromy jsou chráněny od 23. května 1985 jako významné svým stářím a vzrůstem.

## Památné stromy v okolí
- Lípy u kostela v Zelené Lhotě